# Aedes crossi
Aedes crossi är en tvåvingeart som beskrevs av Lien 1967. Aedes crossi ingår i släktet Aedes och familjen stickmyggor.
Artens utbredningsområde är Taiwan. Inga underarter finns listade i Catalogue of Life.